# Destination : Planète Hydra
Pour plus de détails, voir Fiche technique et Distribution.
Destination : Planète Hydra (2+5 missione Hydra) est un film de science-fiction italien coécrit et réalisé par Pietro Francisci, sorti en Italie le 2 octobre 1966.

## Synopsis
Dans la campagne de Morino, un paysan est témoin de l’atterrissage forcé d'un vaisseau spatial dans un champ. À la suite d'une mauvaise manœuvre, des extra-terrestres ont dû se poser sur la Terre. Le professeur de physique Solmi, accompagné de sa fille Luisa, de son gendre, de quelques techniciens et d'espions orientaux, se rend sur le lieu du crash. Au fond du gouffre, le groupe d'humains découvre un astronef et est aussitôt pris en otages par Kaena, le chef des aliens, qui les force à le réparer. Une fois la chose faite, le vaisseau redécolle avec à son bord les Terriens kidnappés par Kaena et les extra-terrestres. Leur destination n'est autre que leur planète, Hydra.
Mais leur voyage est perturbé par la rébellion des prisonniers humains, ce qui oblige l'astronef à atterrir sur une planète inconnue où les Terriens et les aliens sont attaqués par d'étranges hommes-singes. Lorsqu'ils repartent pour Hydra, Kaena et ses otages découvrent que du temps s'est écoulé, en raison d'une dilatation du temps provoquée par la vitesse de leur vaisseau, et que la Terre a été ravagée par une catastrophe nucléaire. Sur Hydra, les humains et les extra-terrestres n'auront pas d'autre choix que de créer ensemble une nouvelle humanité. 

## Fiche technique
- Titre original : 2+5 missione Hydra
- Titre français : Destination : Planète Hydra
- Réalisation et montage : Pietro Francisci
- Scénario : Pietro Francisci et Ian Danby
- Musique : Nico Fidenco
- Photographie : Giulio Albonico et Silvano Ippoliti
- Production : Aldo Calamara et Ermanno Curti
- Pays d'origine :  Italie
- Langue originale : italien
- Format : couleur
- Genre : science-fiction
- Durée : 89 minutes
- Dates de sortie : 
  -  Italie : 2 octobre 1966

## Distribution
- Leonora Ruffo : Kaena
- Mario Novelli (crédité comme Anthony Freeman) : Paolo Bardi
- Roland Lesaffre : professeur Solmi
- Leontine May : Luisa Solmi
- Kirk Morris : Belsy
- Alfio Caltabiano : Artie
- Nando Angelini : Morelli
- Giovanni De Angelis : Giulio
- John Sun : Dr. Chang
- Antonio Ho : un espion chinois
- John Chen : un espion chinois
- Gordon Mitchell : Murdu